# Chendamangalam
Chendamangalam is een census town in het district Ernakulam van de Indiase staat Kerala. 

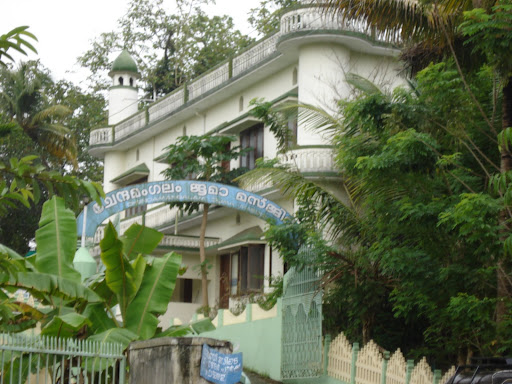
Juma masjid
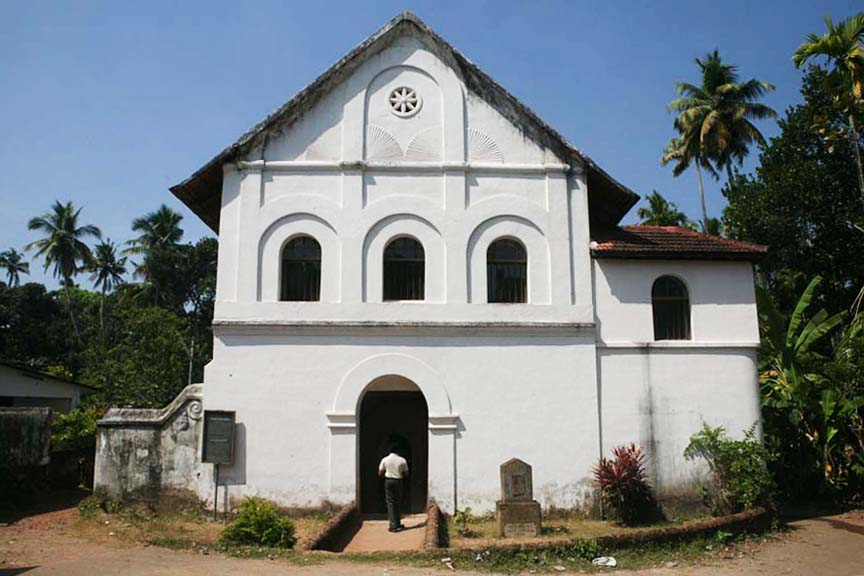
Synagoge in Chendamangalam

## Demografie
Volgens de Indiase volkstelling van 2001 wonen er 28133 mensen in Chendamangalam, waarvan 48% mannelijk en 52% vrouwelijk is. De plaats heeft een alfabetiseringsgraad van 86%. 